# ブルネイ博物館
ブルネイ博物館（ブルネイはくぶつかん、Brunei Museum）はブルネイ・ダルサラーム国の国立博物館。首都のバンダルスリブガワンにある。
1969年以降、博物館ではブルネイ博物館ジャーナルという学術雑誌を年1回発行している。

## 概要
ブルネイの歴史・文化・産業・エネルギー資源（石油・天然ガス）・動植物など幅広い分野に渡って展示されている。国王の所蔵品である陶磁器や考古発掘物などの貴重品も見ることができる。